# Seznam trií W. A. Mozarta
Skladby pro trojici nástrojů (tria) W. A. Mozarta (1756-1791) jsou rozsahem míň významnou součástí jeho tvorby. Důležité místo v jeho tvorbě zaujímá několik trií pro klavír, housle a violoncello z pozdější doby.
V tomto seznamu jsou uvedena příslušná díla podle Köchelova seznamu.

## Seznam trií W. A. Mozarta
| KV   | název                                                          |
| ---- | -------------------------------------------------------------- |
| 266  | Trio (Nachtmusik) pro 2 housle a basu B dur                    |
| 442  | Trio pro klavír, housle a violoncello (necelé) d moll          |
| 496  | Trio pro klavír, housle a violoncello G dur                    |
| 498  | Trio pro klavír, klarinet a housle Es dur                      |
| 502  | Trio pro klavír, housle a violoncello B dur                    |
| 542  | Trio pro klavír, housle a violoncello Es dur                   |
| 548  | Trio pro klavír, housle a violoncello C dur                    |
| 562e | Trio pro housle, violu a violoncello (část, viz K. A66) G dur  |
| 564  | Trio pro klavír, housle a violoncello G dur                    |
| A66  | Trio pro housle, violu a violoncello (část, viz K. 562e) G dur |
| 404a | 6 preludií k fugám od J. S. a W. F. Bacha pro smyčcové trio    |
| 10   | Sonáta pro cembalo, housle (nebo flétnu) a violoncello B dur   |
| 11   | Sonáta pro cembalo, housle (nebo flétnu) a violoncello G dur   |
| 12   | Sonáta pro cembalo, housle (nebo flétnu) a violoncello A dur   |
| 13   | Sonáta pro cembalo, housle (nebo flétnu) a violoncello F dur   |
| 14   | Sonáta pro cembalo, housle (nebo flétnu) a violoncello C dur   |
| 15   | Sonáta pro cembalo, housle (nebo flétnu) a violoncello b moll  |
| 410  | Adagio pro dva basetové rohy a fagot F dur                     |
| 563  | Divertimento pro smyčcové trio Es dur                          |